# Scudetto
U timskim sportovima scudetto je značka u obliku štita: na uniformu u vrijeme takmičenja ili igre ga nosi ekipa koja je u prethodnoj sezoni osvojila državno prvenstvo. Prošireno, izraz označava pobjedu samog prvenstva ("pobjediti Scudetto").
Ideja Scudetta seže od pjesnika Gabrielea D'Annunzija koji je 1920. godine u Rijeci ovu značku prvi put pričvrstio na majice talijanske vojne selekcije, povodom prijateljske utakmice koju je ta selekcija igrala protiv selekcije Rijeke.

## Povijest
U doba Talijanske uprave za Kvarner 1920. se u gradu Rijeci odvjalo prvenstvo s klubovima koji su djelovali od vremena Austro-Ugarske: Olympia, Gloria, Esperia, CS Fiume, Juventus-Enea i drugih. Savezničke vojske do 1919. i kasnije vojnici talijanske vojske su igrali svoju ligu. Kako bi još više učvrstili odnose bratstva sa stanovništvom, d'Annunzijeve su vlasti odlučile organizirati utakmicu između selekcije gradskih klubova i predstavnika vojnog zapovjedništva. Prema prvim dogovorima, dvije su momčadi trebale nositi majice Glorije i Esperie, ali netko je predložio da vojna momčad (koja je htjela predstaviti Italiju) igra s plavim dresom, bojom talijanskih nacionalista. Annunzio je odlučio skinuti grb obitelji Savoja s dresa selekcije, i umjesto njega predložio Scudetto.

#### Republikanski simbol
Tih dana talijanski nogometaši nosili su morsko plavi dres dinastije Savoja s crveno-bijelim križarskim štitom. Talijanski reprezentativci su također na međusavezničkim Olimpijskim igrama održanim u Parizu 1919. marširali s bijelom, crvenom i zelenom zastavom na košuljama, ali uvijek s grbom Savoje u sredini. "Republikanska" trobojnica u to vrijeme predstavljala je uvredu za kuću Savoje, antimonarhistički simbol, izazov kralju u režiji D'Annunzia.
"Povijesna" utakmica odigrana je u nedjelju 7. veljače 1920. na sportskom igralištu Kantrida. Teren je tijekom tjedna popravljala ekipa vojnika i podignute su nove tribine. Novina “Vedetta d Italia” izvijestila je da je ogromna gomila entuzijasta bila prisutna na tribinama. "U 15 sati general Sante Ceccherini stigao je sa svojom pratnjom, pola sata kasnije zapovjednik Gabriele D'Annunzio sa svojim Glavnim stožerom zauzeo je njegovo mjesto na središnjoj tribini. Vojna ekipa pojavila se na terenu s plavom košuljom i bijele kratke hlače, dok je gradska selekcija nosila zvjezdane zeleno-crne uniforme Esperie. Prije početka utakmice kapetan Rijeke Goacci predao je kapetanu CM-a buket cvijeća i riječku trobojnicu karmin-žuto-plavu.
Poslije nastajanja u Rijeci, simbol je nastavio svoj put: u kolovozu 1924. skupština Talijanskog nogometnog saveza, na sastanku u Torinu, odobrila je odluku prema kojoj će talijanska momčad prvaka imati pravo nositi ovu posebnu značku cijelo vrijeme na dresovima sljedeće sezone. Tako se D'Annunzijev scudetto prvi put pojavio na stadionu Marassi 10. listopada 1924. na dresovima talijanskog prvaka Genoe. Godine 1925. nosila ga je Bologna. Tako je bilo do sezone 1926./27., kad je Juventus na Scudetto dodao i Savojski grb. Počevši od 1931. i sve do 1943. godine, štit je zapravo u cijelosti zamijenjen savojskim grbom okruženim fašističkim svežnjem (simbol fašističkog režima koji je u međuvremenu došao na vlast u zemlji); u ovoj povijesnoj fazi, od sezone 1936./37. trobojni štit je "unazađen" kao simbol pobjede talijanskog kupa u prijašnjoj sezoni.
Po povratku državnog prvenstva nakon ratne stanke, u sezoni 1945./46., Scudetto se u izvornoj verziji vratio kao simbol talijanskih prvaka; počevši od sezone 1946./47. već bez Savojskog grba (zbog prolaska ustava zemlje iz monarhije u republiku).
Kasnije su iznad njega dodane i zvjezdice, i svaka simbolizira da je klub pobjedio 10 puta talijansko prvenstvo. Tako n.pr. Juventus ima 3 zvjezdice jer je pobjedio 31. puta državno prevnstvo, a Inter i Milan imaju jednu, jer su ga pobjedile 19, odnosno 18 puta.

## Upotreba u drugim ligama i sportovima

### U nogometu

#### Serie D
Scudetto je također ušiven na košulje pobjedničkog tima Scudetto Dilettanti, koja je nagrađena u turniru u kojem sudjeljuju najbolje plasirane momčadi iz regionalnih liga Serie D: pobjednički tim osvaja naslov „talijanskog prvaka Amaterske Nacionalne lige".

#### Američka Major League
U Major League Socceru, pobjednici turnira sljedeće godine mogu postaviti scudetto s američkom zastavom iza slike trofeja na svojim majicama. Dvije godine nakon pobjede, scudetto je zamijenjen zvjezdicom, što stoga simbolizira pobjedu prvenstva koje se dogodilo dvije godine ranije: zvijezda se može primijeniti godinu dana unaprijed, ako klub odluči ne postaviti MLS scudetto.

#### Süper Lig
U turskoj Süper Lig momčadi prvaka ima pravo imati scudetto na majicama okruglog oblika s bojama nacionalne zastave.

#### Primeira liga
U portugalskoj Primeira ligi šampionski tim ima pravo imati Scudetto na majicama s prikazom grba Portugala.

### Košarka
Pobjedniku talijanskog prvenstva u košarci Serie A također se dodjeljuje trobojni Scudetto koje se postavi na uniforme sljedeće sezone, do ponovnog dodjeljivanja i stalna zlatna zvijezda nakon desete pobjede. Od 2021. godine jedina poduzeća koja su ukrašena ovom zvijezdom su:
- Olimpia Milano: 2 (1956./57.; 1981./82.)
- Virtus Bologna: 1 (1983./84.)
- Pallacanestro Varese: 1 (1998./99.)

Zatim slijedi dodjela Scudetta za osvajača Serie A2 (muška košarka) i Serie A2 (muška košarka), natjecanja koji su zamijenili od 2013. do 2014. Legadue i Nacionalnu diviziju A.

### Hokej
Pobjednička ekipa talijanskog prvenstva u hokeju na ledu ima pravo se pohvaliti trobojnim Scudettom.